# 2019년 KBO 포스트시즌
2019 신한은행 MY CAR  KBO 포스트시즌은 2019년 10월 3일부터 10월 26일까지 실시하였다.

## 진출팀
2019년 포스트시즌에 진출한 팀은 두산 베어스, SK 와이번스, 키움 히어로즈, LG 트윈스, NC 다이노스이다.
- 두산 베어스

2015 시즌부터 5년연속 포스트시즌 진출에 성공했으며, 이번 시즌 팀의 주축 선수였던 양의지가 FA를 선언하며 NC 다이노스로 이적했지만, 수비에서는 박세혁이, 타격에서는 새로운 외국인 타자 페르난데스가 그의 빈 자리를 느껴지지 않게 활약해주며 상위권을 유지하는데 많은 보탬이 됐다. 투수에서는 린드블럼, 이영하, 유희관이 각각 20승, 17승, 11승으로 지난 시즌에 이어 올해도 두 자릿수 승리를 챙겼고, 마무리 함덕주의 부진은 양의지의 보상 선수로 영입한 이형범이 역할을 잘 해주며 무난히 포스트시즌 명단에 이름을 올렸다. 마지막 경기에서 승리를 하며 SK 와이번스와 승률은 동일하지만 상대 전적에서 9승 7패 우세를 점해 5년연속 한국시리즈 직행을 하게 됐으며, 김태형 감독은 부임 후 매년 한국시리즈 진출을 이어가게 됐다.
- SK 와이번스

지난 시즌 한국시리즈 우승팀이며, 2017년부터 3년 연속 포스트시즌에 이름을 올렸다. 마운드에서는 에이스 김광현에 이어, 산체스, 문승원 등 선발 투수들이 두자릿수 승리를 챙겼고, 대체 선수로 들어온 소사도 9승을 챙겼으며, 김태훈은 30홀드를 달성했다. 신인 드래프트에서 외야수로 지명받은 하재훈이 투수로 전향함과 동시에 팀의 마무리 투수를 맡으며 세이브 1위를 달성했다. 타격에서는 팀의 주장인 이재원을 비롯해 최정, 로맥, 정의윤, 한동민, 김강민 등이 작년과 변치 않는 모습을 보여줬고, 트레이드로 영입한 고종욱의 활약에 힘입어 오랫동안 1위를 유지하였다. 시즌 말에 많이 주춤한 모습을 보이며, 2위로 한국시리즈 직행은 실패했지만, 포스트시즌에 진출하는 데는 크게 문제는 없었다.
- 키움 히어로즈

2018년부터 2년 연속 포스트시즌 진출에 성공했으며, 홈런왕 박병호, 타점왕 샌즈를 비롯해 김하성, 이정후 등이 최고의 활약을 펼쳤고, 백업 선수들의 빛나는 활약에 힘입어 시즌 마지막에는 선두 경쟁에 합류하기도 했다. 마운드에서는 팀의 주장인 김상수가 홀드 신기록을 달성하기도 했으며, 기존 마무리 투수였던 조상우의 부상과 부진을 오주원이 메꿔주며, 단단한 마운드를 자랑해 무난히 포스트시즌에 초대를 받았다.
- LG 트윈스

2017년에는 6위, 2018년에는 8위로 시즌을 마감했으나, 정우영, 고우석 등 어린 투수들의 활약과 윌슨, 켈리의 외국인 원투 펀치, 그리고 차우찬까지 기동력있는 야구를 선보이며 4위로 포스트시즌에 진출하는데 성공하며, 3년만에 포스트시즌에 이름을 올렸다.
- NC 다이노스

지난 시즌 최하위로 시즌을 마감했으나 FA로 국대 포수 양의지를 4년 125억원에 영입해 5위로 2017년 이후 2년만에 포스트시즌에 진출했다. 팀의 간판 타자인 나성범의 부상 이탈과 동시에 마운드가 흔들렸고 시즌 중반에 kt 위즈의 거센 반격으로 위기에 몰리기도 했으나, 잘 극복해 5위로 마지막 포스트시즌 티켓을 따내는데 성공했다.

## 대진표
|  | 와일드카드 결정전 | 와일드카드 결정전 | 와일드카드 결정전 |  |  | 준플레이오프 | 준플레이오프  | 준플레이오프 |  |  | 플레이오프 | 플레이오프    | 플레이오프 |  |  | 한국시리즈 | 한국시리즈    | 한국시리즈 |
|  |                   |                   |                   |  |  |              |               |              |  |  |            |               |            |  |  |            |               |            |
|  |                   |                   |                   |  |  |              |               |              |  |  |            |               |            |  |  | 1          | 두산 베어스   | 4          |
|  |                   |                   |                   |  |  |              |               |              |  |  | 2          | SK 와이번스   | 0          |  |  | 3          | 키움 히어로즈 | 0          |
|  |                   |                   |                   |  |  | 3            | 키움 히어로즈 | 3            |  |  | 3          | 키움 히어로즈 | 3          |  |  |            |               |            |
|  | 4                 | LG 트윈스         | 1                 |  |  | 4            | LG 트윈스     | 1            |  |  |            |               |            |  |  |            |               |            |
|  | 5                 | NC 다이노스       | 0                 |  |  |              |               |              |  |  |            |               |            |  |  |            |               |            |

## 와일드카드 결정전

### 출장자 명단
| 팀          | 선수 명단 |
| LG 트윈스   | - 감독 - 류중일 - 코치 - 유지현, 이병규, 최일언, 김재걸, 경헌호, 세리자와, 김호, 신경식 - 투수 - 임찬규, 켈리, 고우석, 진해수, 차우찬, 윌슨, 이우찬, 김대현, 송은범, 여건욱, 정우영, 문광은 - 포수 - 이성우, 유강남 - 내야수 - 구본혁, 백승현, 신민재, 정주현, 김용의, 오지환, 윤진호, 김민성, 페게로, 박지규 - 외야수 - 전민수, 김현수, 이천웅, 박용택, 이형종, 채은성             |
| NC 다이노스 | - 감독 - 이동욱 - 코치 - 이호준, 전준호, 한규식, 진종길, 용덕한, 손민한, 채종범, 김수경 - 투수 - 김건태, 최성영, 장현식, 박진우, 루친스키, 임창민, 원종현, 프리드릭, 김진성, 강윤구, 김영규, 임정호 - 포수 - 김형준, 양의지, 김태군 - 내야수 - 박민우, 김찬형, 김태진, 이상호, 지석훈, 모창민, 박석민, 이원재, 노진혁 - 외야수 - 최승민, 김성욱, 이명기, 스몰린스키, 권희동, 김준완 |

### 경기 기록
| 일시               | 경기  | 원정팀(선공) | 스코어 | 홈팀(후공) | 개최 구장             | 개시 시각 | 관중수   | 경기 MVP         |
| ------------------ | ----- | ------------ | ------ | ---------- | --------------------- | --------- | -------- | ---------------- |
| 10월 3일(목)       | 1차전 | NC 다이노스  | 1 - 3  | LG 트윈스  | 서울종합운동장 야구장 | 14시 00분 | 23,757명 | 켈리 (LG 트윈스) |
| 승리팀 : LG 트윈스 |       |              |        |            |                       |           |          |                  |

### 1차전
2019년 10월 3일 - 서울종합운동장 야구장
| 팀 | 1 | 2 | 3 | 4 | 5 | 6 | 7 | 8 | 9 | R | H  | E | B |
| NC 다이노스                                                                                           | 0 | 0 | 0 | 0 | 1 | 0 | 0 | 0 | 0 | 1 | 5  | 1 | 2 |
| LG 트윈스 ◄                                                                                           | 1 | 0 | 0 | 2 | 0 | 0 | 0 | 0 | X | 3 | 10 | 1 | 3 |
| 승리 투수: 켈리 패전 투수: 프리드릭 세이브: 고우석 홀드: 차우찬 홈런: NC – 노진혁 (켈리 상대 5회 1점) |   |   |   |   |   |   |   |   |   |   |    |   |   |

- 시구 : 봉중근
- 1차전 MVP : LG 켈리 - 6.2이닝 3피안타(1피홈런), 1사사구, 1실점, 3K (투구수 102개)

1차전에서 LG는 켈리, NC는 프리드릭이 각각 선발 등판했다. LG는 1회말부터 선취 득점에 성공했다. 이천웅의 안타와 정주현의 희생번트로 인한 1사 2루에서 이형종이 적시타를 쳐 내며 선취점을 올렸다. 이후 4회말 구본혁과 이천웅의 연속 안타로 무사 1-3루 찬스를 잡으며 NC의 선발 투수인 프리드릭을 강판시킨 LG는 박진우를 상대로 대타 박용택의 희생플라이로 3루주자 구본혁의 득점과 함께 1루주자 이천웅이 2루로 이동했고, 다음 타자인 이형종의 1타점 2루타로 2득점을 추가했다. NC는 5회초 노진혁의 솔로 홈런으로 추격을 시작했지만, LG의 선발 투수인 켈리는 더 이상 실점을 허용하지 않으며 6.2이닝 1실점으로 호투하고 차우찬과 교체됐다. 차우찬이 1.1이닝 무실점으로 막은 뒤 마무리 고우석이 1사 만루 위기까지 몰렸지만 무실점으로 막아내며 정규 시즌 4위로 마감해 1승의 어드벤티지가 있었던 LG가 와일드카드 결정전을 1차전으로 마무리 짓고 3년만에 준플레이오프에 진출했다.

## 준플레이오프

### 출장자 명단
| 팀            | 선수 명단 |
| 키움 히어로즈 | - 감독 - 장정석 - 코치 - 허문회, 나이트, 오윤, 조재영, 강병식, 홍원기, 마정길, 박도현 - 투수 - 한현희, 브리검, 조상우, 오주원, 김태훈, 최원태, 김성민, 김상수, 이승호, 윤영삼, 양현, 안우진, 요키시, 이영준 - 포수 - 주효상, 박동원, 이지영 - 내야수 - 김혜성, 김웅빈, 김하성, 김지수, 서건창, 장영석, 박병호, 송성문 - 외야수 - 박정음, 김규민, 샌즈, 이정후, 예진원   |
| LG 트윈스     | - 감독 - 류중일 - 코치 - 유지현, 이병규, 최일언, 김재걸, 경헌호, 세리자와, 김호, 신경식 - 투수 - 임찬규, 켈리, 고우석, 진해수, 차우찬, 윌슨, 이우찬, 배재준, 김대현, 송은범, 여건욱, 정우영 - 포수 - 이성우, 김재성, 유강남 - 내야수 - 구본혁, 신민재, 정주현, 김용의, 오지환, 윤진호, 김민성, 페게로, 박지규 - 외야수 - 전민수, 김현수, 이천웅, 박용택, 이형종, 채은성 |

### 경기 기록
| 일시                                                              | 경기  | 원정팀(선공)  | 스코어 | 홈팀(후공)    | 개최 구장             | 개시 시각 | 관중수          | 경기 MVP               |
| ----------------------------------------------------------------- | ----- | ------------- | ------ | ------------- | --------------------- | --------- | --------------- | ---------------------- |
| 10월 6일(일)                                                      | 1차전 | LG 트윈스     | 0 - 1  | 키움 히어로즈 | 고척스카이돔          | 14시 00분 | 16,300명 (매진) | 박병호 (키움 히어로즈) |
| 10월 7일(월)                                                      | 2차전 | LG 트윈스     | 4 - 5  | 키움 히어로즈 | 고척스카이돔          | 18시 30분 | 14,589명        | 서건창 (키움 히어로즈) |
| 10월 9일(수)                                                      | 3차전 | 키움 히어로즈 | 2 - 4  | LG 트윈스     | 서울종합운동장 야구장 | 14시 00분 | 25,000명 (매진) | 정주현 (LG 트윈스)     |
| 10월 10일(목)                                                     | 4차전 | 키움 히어로즈 | 10 - 5 | LG 트윈스     | 서울종합운동장 야구장 | 18시 30분 | 21,600명        | 조상우 (키움 히어로즈) |
| 승리팀 : 키움 히어로즈, 준플레이오프 MVP : 박병호 (키움 히어로즈) |       |               |        |               |                       |           |                 |                        |

### 1차전
2019년 10월 6일 - 고척스카이돔
| 팀 | 1 | 2 | 3 | 4 | 5 | 6 | 7 | 8 | 9 | R | H | E | B |
| LG 트윈스                                                                                             | 0 | 0 | 0 | 0 | 0 | 0 | 0 | 0 | 0 | 0 | 2 | 0 | 4 |
| 키움 히어로즈 ◄                                                                                       | 0 | 0 | 0 | 0 | 0 | 0 | 0 | 0 | 1 | 1 | 9 | 0 | 1 |
| 승리 투수: 오주원 패전 투수: 고우석 세이브: 없음 홀드: 없음 홈런: 키움 – 박병호 (고우석 상대 9회 1점) |   |   |   |   |   |   |   |   |   |   |   |   |   |

- 시구 : 2019 KBO 올스타전 슈퍼레이스 우승 가족
- 1차전 MVP : 키움 박병호 - 4타수 1안타(1홈런), 1타점 (9회말 끝내기 1점 홈런)
  - 키움 박병호, 포스트시즌 역대 10번째 끝내기 홈런 (준플레이오프 역대 3번째)
  - LG 고우석, 포스트시즌 역대 최소 투구 패전 투수 신기록 - 1구
  - 준플레이오프 양 팀 최소 타수 신기록 - 56타수 (LG 27타수, 키움 29타수)

1차전에서 키움은 브리검, LG는 윌슨이 각각 선발 등판했다. 1차전에선 두 선발 투수간의 팽팽한 투수전 양상으로 전개됐다. LG 선발 윌슨은 위기 관리 능력을 보여주며 8이닝 8피안타, 1사사구, 7탈삼진 무실점, 키움 선발 브리검은 6회까지 LG 타선에게 안타를 허용하지 않을 정도로 좋은 투구를 보여주며 6.2이닝 2피안타, 2사사구, 6탈삼진 무실점으로 호투했다. 반면 양 팀 타선은 적시타 부재와 주루사 등이 나오며 고전했다. LG는 7회초 대타 박용택의 안타로 팀의 첫 안타를 만들었으나, 바뀐 대주자 신민재가 비디오 판독 끝에 견제사를 당하며 찬물을 끼얹었다. 이후 2사 1-2루 찬스를 다시 잡았지만 조상우에게 페게로가 삼진을 당하며 점수를 내는데 실패했으며, 8회초에는 무사 1루에서 유강남의 번트가 병살타로 이어졌다. 키움은 윌슨을 상대로 7회를 제외한 매 이닝 주자가 나갔으나 적시타가 나오지 않았다. 이렇게 이어진 0의 행진은 9회말 박병호가 고우석의 초구를 공략해 솔로 홈런을 쳐 내며 끝났고, 1차전은 키움의 승리로 마무리됐다.

### 2차전
2019년 10월 7일 - 고척스카이돔
| 팀 | 1 | 2 | 3 | 4 | 5 | 6 | 7 | 8 | 9 | 10 | R | H  | E | B |
| LG 트윈스 | 1 | 1 | 1 | 0 | 0 | 0 | 1 | 0 | 0 | 0  | 4 | 13 | 1 | 5 |
| 키움 히어로즈 ◄ | 0 | 0 | 0 | 0 | 0 | 1 | 0 | 2 | 1 | 1  | 5 | 10 | 0 | 4 |
| 승리 투수: 조상우 패전 투수: 송은범 세이브: 없음 홀드: 정우영 홈런: LG – 유강남 (한현희 상대 7회 1점) 키움 – 박병호 (김대현 상대 8회 2점) |   |   |   |   |   |   |   |   |   |    |   |    |   |   |

- 시구 : 박주홍 (키움 히어로즈 신인 선수)
- 2차전 MVP : 키움 서건창 - 5타수 2안타 1타점 (9회말 동점 적시타)
  - 키움 주효상, 포스트시즌 최초 끝내기 내야 땅볼
  - 키움, 포스트시즌 역대 두 번째 2경기 연속 끝내기 승리
  - LG, 포스트시즌 역대 17번째 선발 전원 안타 (준PO 6번째)
  - 키움 박병호, 포스트시즌 3경기 연속 홈런

2차전에서 키움은 요키시, LG는 차우찬이 각각 선발 등판했다. 7회까지는 LG가 승기를 쥐고 있었다. LG는 1회초부터 1사 후 김민성, 이형종, 김현수의 연속 3안타로 선취점을 얻었으며, 2회초에는 2사 만루에서 김민성의 밀어내기 볼넷, 3회초에는 1회와 마찬가지로 1사 후 연속 3안타(채은성, 박용택, 유강남)로 3점차로 달아나며 키움 선발 요키시를 강판시켰다. 반면 키움은 LG 선발 차우찬 공략에 어려움을 겪다가 6회말 무사 2-3루에서 이정후의 적시타로 1점을 추격하는데 만족해야 했고, LG는 7회초 키움의 한현희를 상대로 유강남이 1점 홈런을 쳐 내며 달아났다. 그러나 8회말부터 키움이 반격을 시작했다. 키움은 LG의 김대현으로부터 1사 1루에서 박병호가 2점 홈런을 쳐 내며 1점차로 만들었고, 9회말 2사 3루에서 LG의 마무리 고우석으로부터 서건창이 극적인 동점 적시타를 쳐 내며 승부를 원점으로 돌렸다. 이후 연장전에서 조상우가 10회초 LG의 공격을 삼자 범퇴로 막은 키움은 10회말에 송은범을 상대로 김하성이 안타로 출루하며 찬스를 잡았다. 김웅빈의 희생번트로 2루로 이동한 김하성은 바뀐 투수 진해수가 2루 견제 실책을 저지르는 틈을 타 3루로 이동했고, 전진 수비가 걸린 상황에서 주효상의 2루수 땅볼 때 빠르게 홈으로 들어와 득점에 성공하며 키움은 2차전마저 끝내기 승리로 장식했고, 플레이오프 진출에 1승만을 남겨뒀다.

### 3차전
2019년 10월 9일 - 서울종합운동장 야구장
| 팀 | 1 | 2 | 3 | 4 | 5 | 6 | 7 | 8 | 9 | R | H | E | B |
| 키움 히어로즈 | 1 | 1 | 0 | 0 | 0 | 0 | 0 | 0 | 0 | 2 | 6 | 1 | 3 |
| LG 트윈스 ◄ | 0 | 1 | 0 | 1 | 0 | 0 | 1 | 1 | X | 4 | 6 | 0 | 3 |
| 승리 투수: 진해수 패전 투수: 오주원 세이브: 고우석 홀드: 정우영 홈런: LG – 채은성 (이승호 상대 4회 1점), 페게로 (김상수 상대 8회 1점) |   |   |   |   |   |   |   |   |   |   |   |   |   |

- 시구 : 배우 이종혁
- 3차전 MVP : LG 정주현 - 3타수 2안타, 1타점, 1득점

3차전에서 LG는 켈리, 키움은 이승호가 각각 선발 등판했다. 선취점은 키움의 몫이었다. 키움은 1회초 2사 2루에서 박병호가 적시타를 쳐 내며 선취점을 얻은데 이어 2회초에는 2사 1-2루에서 서건창이 1타점 적시타를 쳐 내며 달아나는데 성공했다. 하지만 벼랑 끝에 몰린 LG도 반격했다. LG는 2회말 2사 1-2루에서 정주현의 적시타로 추격을 한데 이어 4회말에는 채은성이 1점 홈런을 쳐 내며 승부를 원점으로 돌리는데 성공했다. 한편, 마운드에서 LG 선발 켈리는 초반 2실점을 딛고 6회까지 투구해 퀄리티스타트를 기록했으며, 키움은 선발 이승호를 5회말 1사 2루에서 내린 후 불펜들을 동원해 경기를 이어갔다. 경기의 균형은 7회말에 깨졌다. LG의 선두타자 정주현이 2루타를 친 상황에서 키움의 우익수 샌즈가 공을 더듬는 실책을 저지른 사이에 3루까지 이동했고, 무사 3루에서 오지환이 희생플라이로 3루주자 정주현을 불러들이며 역전에 성공했다. 이후 8회말 페게로의 1점 홈런으로 쐐기를 박은 LG는 마무리 고우석이 1사 2-3루 위기를 넘기며 준플레이오프를 4차전까지 끌고 가는데 성공했다.

### 4차전
2019년 10월 10일 - 서울종합운동장 야구장
| 팀 | 1 | 2 | 3 | 4 | 5 | 6 | 7 | 8 | 9 | R  | H  | E | B |
| 키움 히어로즈 ◄ | 2 | 0 | 1 | 0 | 0 | 2 | 1 | 4 | 0 | 10 | 10 | 2 | 7 |
| LG 트윈스 | 1 | 3 | 0 | 1 | 0 | 0 | 0 | 0 | 0 | 5  | 13 | 1 | 3 |
| 승리 투수: 이영준 패전 투수: 차우찬 세이브: 없음 홀드: 김태훈, 조상우 홈런: 키움 – 박병호 (임찬규 상대 1회 1점) LG – 페게로 (최원태 상대 2회 1점) |   |   |   |   |   |   |   |   |   |    |    |   |   |

- 시구 : 다현 (트와이스)
- 4차전 MVP : 키움 조상우 - 1.2이닝 1피안타, 무사사구, 무실점, 3K (투구수 24개)
  - 키움 박병호, 준플레이오프 통산 최다 홈런 신기록 (8개)
  - LG 페게로, 포스트시즌 역대 26번째 연타석 홈런
  - 포스트시즌 양 팀 합계 최다 투수 출장 신기록 - 18명(키움 10명, LG 8명)
  - 키움, 한 경기 한 팀 최다 투수 출장 신기록 - 10명

4차전에서 LG는 임찬규, 키움은 최원태가 각각 선발 등판했다. 경기 초반부터 난타전의 양상으로 전개됐다. 키움이 1회초 1사 3루에서 이정후의 희생플라이로 선취 득점을 얻는데 성공했고 박병호가 1점 홈런을 쳐 내며 2점을 내자 LG는 1회말 2사 3루에서 김현수의 1타점 적시타로 추격했다. 여기에 LG는 선발 임찬규를 빠르게 내리고 불펜을 가동시키며 총력전을 시작했다. 이러한 가운데 LG는 2회말 카를로스 페게로의 동점 1점 홈런을 포함해 4타자 연속 안타로 최원태를 강판시켰고 다음 투수 김성민을 상대로 이천웅이 1타점 적시타를 쳐 내며 5타자 연속 안타 및 오지환의 희생플라이로 3득점에 성공했다. 키움도 3회초 2사 2루에서 이정후의 1타점 적시타로 추격했으나, LG는 4회말 1사 3루에서 이천웅의 타구를 2루수 김혜성이 실책을 저질러 3루타를 쳤던 3루주자 정주현이 득점해 2점차로 달아났다. 그러나 키움은 6회초 1사 1-3루에서 차우찬을 상대로 대타 박동원이 2타점 2루타로 경기를 원점으로 만든데 이어 7회초 2사 1-3루에서 샌즈가 정우영으로부터 1타점 역전 적시타를 쳐 내며 경기를 뒤집었다. 그리고 8회초 2사 1-2루에서 김하성의 2타점 2루타와 1-3루에서 박병호의 1타점 적시타와 중견수 이천웅의 실책으로 볼넷으로 출루했던 1루주자 이정후까지 득점하며 총 4득점울 기록해 승부에 쐐기를 박았다. 키움은 10명의 투수를 투입하는 마운드 총력전 끝에 마무리 오주원이 마지막 타자 김민성을 땅볼로 처리하며 시리즈 전적 3승 1패로 준플레이오프를 마무리하고 2년 연속 플레이오프에 진출했다.
- 준플레이오프 MVP : 키움 박병호 - 16타수 6안타(.375), 3홈런, 6타점

## 플레이오프

### 출장자 명단
| 팀            | 선수 명단 |
| SK 와이번스   | - 감독 - 염경엽 - 코치 - 박경완, 최상덕, 손지환, 박재상, 장재중, 손혁, 조동화, 정수성 - 투수 - 신재웅, 하재훈, 산체스, 정영일, 서진용, 김광현, 박민호, 문승원, 박희수, 박종훈, 김태훈, 소사 - 포수 - 허도환, 이재원, 이현석 - 내야수 - 최항, 김성현, 정현, 최정, 로맥, 안상현, 박정권 - 외야수 - 김강민, 김재현, 노수광, 배영섭, 정의윤, 고종욱, 채현우, 한동민       |
| 키움 히어로즈 | - 감독 - 장정석 - 코치 - 허문회, 나이트, 오윤, 조재영, 강병식, 홍원기, 마정길, 박도현 - 투수 - 한현희, 브리검, 조상우, 오주원, 김태훈, 최원태, 김성민, 김상수, 이승호, 윤영삼, 양현, 안우진, 요키시, 이영준 - 포수 - 주효상, 박동원, 이지영 - 내야수 - 김혜성, 김웅빈, 김하성, 김지수, 서건창, 장영석, 박병호, 송성문 - 외야수 - 박정음, 김규민, 샌즈, 이정후, 예진원 |

### 경기 기록
| 일시                                                            | 경기  | 원정팀(선공)  | 스코어 | 홈팀(후공)    | 개최 구장         | 개시 시각 | 관중수   | 경기 MVP               |
| --------------------------------------------------------------- | ----- | ------------- | ------ | ------------- | ----------------- | --------- | -------- | ---------------------- |
| 10월 14일(월)                                                   | 1차전 | 키움 히어로즈 | 3 - 0  | SK 와이번스   | 인천SSG랜더스필드 | 18시 30분 | 19,356명 | 김하성 (키움 히어로즈) |
| 10월 15일(화)                                                   | 2차전 | 키움 히어로즈 | 8 - 7  | SK 와이번스   | 인천SSG랜더스필드 | 18시 30분 | 17,546명 | 김규민 (키움 히어로즈) |
| 10월 17일(목)                                                   | 3차전 | SK 와이번스   | 1 - 10 | 키움 히어로즈 | 고척스카이돔      | 18시 30분 | 14,051명 | 송성문 (키움 히어로즈) |
| 승리팀 : 키움 히어로즈, 플레이오프 MVP : 이정후 (키움 히어로즈) |       |               |        |               |                   |           |          |                        |

### 1차전
2019년 10월 14일 - 인천SSG랜더스필드
| 팀                                                          | 1 | 2 | 3 | 4 | 5 | 6 | 7 | 8 | 9 | 10 | 11 | R | H  | E | B |
| 키움 히어로즈 ◄                                             | 0 | 0 | 0 | 0 | 0 | 0 | 0 | 0 | 0 | 0  | 3  | 3 | 13 | 0 | 7 |
| SK 와이번스                                                 | 0 | 0 | 0 | 0 | 0 | 0 | 0 | 0 | 0 | 0  | 0  | 0 | 6  | 0 | 6 |
| 승리 투수: 오주원 패전 투수: 문승원 세이브: 없음 홀드: 없음 |   |   |   |   |   |   |   |   |   |    |    |   |    |   |   |

- 1차전 MVP : 키움 김하성 - 6타수 1안타, 1타점 (11회초 결승 2루타)
  - SK 김광현, 플레이오프 통산 최다 탈삼진 신기록 (43개)
  - 키움 서건창, 플레이오프 한 경기 최다 안타 타이 - 4개

1차전에서 SK는 김광현, 키움은 브리검이 각각 선발 등판했다. 1차전은 양 팀의 선발 투수들과 불펜진들의 호투로 팽팽한 0의 행진이 이어졌다. SK 선발 김광현은 5이닝 5피안타, 1사사구, 8탈삼진 무실점을 기록하고 내려갔고, 키움 선발 브리검은 5.1이닝 3피안타, 3사사구, 3탈삼진, 무실점을 기록하고 6회말 1사 1루에서 조상우와 교체됐다. 6회부터 양 팀은 필승조와 추격조를 모두 투입하며 치열한 불펜 싸움을 전개했다. 반면 양 팀 타선은 찬스를 살리는데 실패했고, 1회초 이정후의 주루사, 5회말 최항의 도루 실패, 6회말 김강민의 견제사 등 주루 플레이 미스가 있었다. 0의 행진은 11회초에 깨졌다. 키움이 11회초 1사에서 문승원을 상대로 서건창과 김하성의 연속 2루타로 선취 득점에 성공한데 이어 이정후가 기술적인 타격으로 적시타를 뽑아냈다. 그 뒤 박희수를 상대로 1사 1-2루에서 샌즈의 적시타까지 추가해 3점을 낸 키움은 11회말 오주원이 2사 2루에서 박정권을 삼진 처리하며 치열한 접전 끝에 1차전을 승리로 가져갔다.

### 2차전
2019년 10월 15일 - 인천SSG랜더스필드
| 팀 | 1 | 2 | 3 | 4 | 5 | 6 | 7 | 8 | 9 | R | H  | E | B |
| 키움 히어로즈 ◄ | 0 | 0 | 0 | 3 | 3 | 0 | 0 | 2 | 0 | 8 | 14 | 0 | 2 |
| SK 와이번스 | 0 | 1 | 2 | 0 | 2 | 1 | 1 | 0 | 0 | 7 | 8  | 1 | 1 |
| 승리 투수: 조상우 패전 투수: 서진용 세이브: 오주원 홀드: 김성민, 안우진, 한현희 홈런: 키움 – 김하성 (산체스 상대 5회 2점) SK – 로맥 (최원태 상대 2회 1점, 김상수 상대 6회 1점), 한동민 (최원태 상대 3회 2점) |   |   |   |   |   |   |   |   |   |   |    |   |   |

- 2차전 MVP: 키움 김규민 - 4타수 2안타, 2타점

2차전에서 SK는 산체스, 키움은 최원태가 각각 선발 등판했다. 2차전은 1차전과는 달리 양 팀 모두 활발한 타격을 펼쳤다. 먼저 포문을 연 팀은 SK였다. SK는 2회말 로맥의 1점 홈런, 3회말 한동민의 2점 홈런으로 기선을 제압했다. 하지만 키움은 4회초 공격에서 2사 1-2루에서 김웅빈의 적시타와 이어진 2-3루 상황에서 김규민의 2타점 2루타를 앞세워 경기를 원점으로 돌린데 이어 5회초 김혜성의 2루타와 서건창의 적시타, 김하성의 2점 홈런과 이정후의 내야 안타로 연속 4안타를 쳐 내며 SK 선발 산체스를 강판시켰다. 하지만 김태훈을 앞세워 키움의 추가 득점을 막은 SK는 5회말 2사 1-2루 한동민의 2타점 2루타, 6회말 로맥의 1점 홈런으로 경기를 다시 원점으로 만들었고, 7회말 무사 2-3루에서 김강민의 내야 땅볼로 1점을 내며 역전에 성공했다. 그러나 키움이 곧바로 8회초 1사 2-3루에서 이지영의 동점 적시타, 이어진 1-3루 대타 송성문의 1타점 2루타로 재역전에 성공했고, 8회말 한현희, 9회말 오주원이 각각 1이닝을 무실점으로 1점차 리드를 지켜낸 키움은 적지에서 시리즈 2승을 거두고, 5년만의 한국시리즈 진출에 단 1승만을 남겨뒀다.

### 3차전
2019년 10월 17일 - 고척스카이돔
| 팀                                                        | 1 | 2 | 3 | 4 | 5 | 6 | 7 | 8 | 9 | R  | H  | E | B |
| SK 와이번스                                               | 0 | 0 | 0 | 0 | 1 | 0 | 0 | 0 | 0 | 1  | 8  | 1 | 3 |
| 키움 히어로즈 ◄                                           | 0 | 0 | 3 | 1 | 5 | 0 | 1 | 0 | X | 10 | 13 | 2 | 3 |
| 승리 투수: 안우진 패전 투수: 소사 세이브: 없음 홀드: 없음 |   |   |   |   |   |   |   |   |   |    |    |   |   |

- 시구 : 박찬성 (키움 히어로즈 어린이 회원)
- 3차전 MVP: 키움 송성문 - 4타수 3안타, 2타점, 3득점

3차전에서 키움은 요키시, SK는 소사가 각각 선발 등판했다. 3차전은 3회부터 키움이 주도권을 잡고 경기를 펼쳤다. 키움은 3회말 2사 1-2루에서 이정후의 2타점 2루타로 선취 득점을 냈고 이어서 박병호의 1타점 적시타로 3득점을 했다. 4회말에는 송성문이 2루타를 치며 SK 선발 소사를 강판시킨 가운데 1사 3루에서 김규민의 내야 땅볼로 1점을 추가했다. SK가 5회초 2사 1-2루에서 정의윤의 적시타로 추격하자 선발 요키시를 내리고 안우진을 올려 추가 득점 상황을 차단한 키움은 5회말 공격에서 10명의 타자가 타석에 들어서 4안타, 고의사구를 포함해 2볼넷과 상대 2루수 정현의 실책을 포함해 무려 5득점을 하며 분위기를 완전히 가져왔고, 7회말에는 신재웅을 상대로 1사 후 송성문, 이지영, 김규민이 연속 3안타로 1점을 추가해 승부에 쐐기를 박았다. 9회초 윤영삼이 선두 타자에게 안타를 허용했으나 이후 세 타자를 범타 처리해 경기를 매조지한 키움은 시리즈 3전 전승으로 스윕에 성공하며 5년 만이자 팀 창단 두 번째 한국시리즈 진출에 성공했다.
- 플레이오프 MVP : 키움 이정후 - 15타수 8안타(타율 .533), 3타점, 4득점

## 중계 일정
2019년 한국 프로 야구 포스트시즌은 다음과 같은 방송사로부터 중계방송됐다.

### TV 중계

#### 와일드카드 결정전
1차전
- SBS (캐스터 : 정우영 / 해설 : 이순철, 이승엽)

#### 준플레이오프
1차전
- MBC (캐스터 : 허일후 / 해설 : 허구연, 정민철)

2차전
- MBC (캐스터 : 허일후 / 해설 : 허구연, 정민철)

3차전
- KBS2 (캐스터 : 이광용 / 해설 : 장성호, 봉중근)

4차전
- SBS (캐스터 : 정우영 / 해설 : 이순철, 이승엽)

#### 플레이오프
1차전
- KBS2 (캐스터 : 이광용 / 해설 : 장성호, 봉중근)

2차전
- SBS 스포츠 (현장 제작 - 캐스터 : 정우영 / 해설 : 이순철, 이승엽)
- MBC 스포츠+ (캐스터 : 한명재 / 해설 : 허구연)
- SPOTV (캐스터 : 이준혁 / 해설 : 민훈기)

3차전
- SBS (캐스터 : 정우영 / 해설 : 이순철, 이승엽)

## 같이 보기
- 2019년 KBO 리그

- 2019년 한국시리즈